# Агнеш Немеш Надь
Агнеш Немеш Надь (угор. Nemes Nagy Ágnes; 3 січня 1922, Будапешт — 23 серпня 1991, Будапешт) — угорська поетеса, педагогиня та перекладачка.

## Життєпис
Агнеш Немеш Надь народилася 1922 року в кальвіністській родині. У 1944 році вона закінчила Будапештський університет, де вивчала угорську та латинську мови, історію мистецтва.
Після війни поетеса увійшла до літературної групи часопису «Köznevelés» («Новомісяччя»; Магда Сабо, Геза Отлик та інші). Також Агнеш Немеш Надь товаришувала з Яношем Пілінським. У 1946 році Агнеш Немеш Надь видав свій перший том поезії «Kettős világban» (У подвійному світі). У 1948 році їй було присуджено премію Баумгартен.
Після 1948 року, коли часопис було закрито владою (відновлений випуск лише в 1986 році), протягом десяти років Немеш Надь могла публікувати тільки переклади, працювала в педагогічному журналі, викладала літературу в школі.
У 1944—1958 роках Агнеш Немеш Надь була одружена з літературним критиком і Праведником народів світу Балажем Ленделом.
Померла 23 серпня 1991 року в Будапешті.

## Творчість
Немеш Надь розвивала еліотівську лінію «об'єктивної поезії» і сторонилася прямого виплеску почуттів, як і прямих виразів релігійності. Вона перекладала вірші Горація, Персі Шеллі, Волта Вітмена, Стефана Малларме, Райнера Марія Рільке, Фернанда Пессоа, Еліота, Сен-Жон Перса, драми П'єра Корнеля, Жана Расіна, Мольєра, Жана Кокто, Бертольта Брехта, Фрідріха Дюрренматта.

## Визнання
Спадщина поетеси невелика, але надзвичайно вагома. Агнеш Немеш Надь була ушанована найбільших національних премій Угорщини — Ференца Баумгартена (1946), Аттіли Йожефа (1969), Лайоша Кошута (1983). Її вірші та есеїстика перекладені англійською, німецькою, французькою, іспанською, італійською та іншими мовами.

## Літературні твори
- Kettős világban/ У роздвоєному світі (1946)
- Szárazvillám/ Зірниця (1957)
- Vándorévek/ Роки мандрів (1964, переклади)
- Napforduló/ Сонцестояння (1967)
- A lovak és az angyalok/ Коні та ангели (1969)
- Éjszakai tölgyfa/ Нічний дуб (1979, есе про поезію)
- Egy pályaudvar átalakítása/ Розбудова залізничної станції (1980, поезії в прозі)
- Között/ У проміжку (1981)[6]
- A Föld emlékei/ Земля не забуває (1986)[6]

## Зведені видання
- Összegyűjtött versei. Budapest: Osiris-Századvég, 1995 (збірка віршів, перевидання у 1997, 2003 роках)
- Ágnes Nemes Nagy on poetry: a Hungarian perspective. Lewiston: Edwin Mellen Press, 1998
- Szó és szótlanság. Budapest: Magvető, 1989 (вибрані есе)